# Курнев, Владимир Борисович
Владимир Борисович Курнев (бел. Уладзімір Барысавіч Курнеў; род. 12 сентября 1950, Рига, Латвийская ССР, СССР) — советский футболист, защитник. По окончании карьеры игрока — советский и белорусский футбольный тренер. Работает в тренерском штабе женского клуба «Минск».

## Биография
Отец Борис Курнев, выступал за минское «Динамо» и «Даугаву», также играл за московское «Динамо» (хоккей с мячом) на позиции вратаря.
Первым тренером стал товарищ отца Геннадий Абрамович.
Играл на любительском уровне вратарём за хоккейное «Динамо», чемпион БССР 1967/68.
В 1969 году дебютировал в составе минского «Динамо» в Одессе и сразу же отметился голом. В следующем сезоне вошёл в число 11 лучших молодых футболистов страны. В 1977 году после конфликта с новым главным тренером команды Олегом Базилевичем перешёл в «Пахтакор», однако уже два года спустя Эдуард Малофеев, возглавивший «Динамо», позвал Курнева обратно, после чего тот вызывался в олимпийскую сборную СССР, но вскоре перешел в московский «Локомотив» и завершил футбольную карьеру в 1981 году.
Впервые занялся тренерской работой в 1996 году, когда подписал контракт с молдавским клубом «Тилигул-Тирас» (Тирасполь). После этого полтора года тренировал минское «Динамо», а потом — «Жемчужину», «Дариду», «Славию» (Мозырь), «Динамо» (Брест), «Неман», «Каунас», «Верас», «Партизан».
В феврале 2012 года перебрался в Брест, став ассистентом главного тренера местного одноимённого клуба. Летом того же года стал временно исполняющим обязанности главного тренера, в декабре — главным тренером. Был уволен с поста в 2013 году.